# 토르타 카프레세
토르타 카프레세(이탈리아어:torta caprese)는 전통적인 이탈리아 케이크로 초콜릿, 아몬드 혹은 호두 케이크이다. 이름은 카프리섬의 이름 'Capri'에서 유래했다. 밀가루로 만드는 것이 아니어서 글루텐이 없는 식단을 즐기는 사람들이 먹을 수 있다.
여러 종류가 존재하는데 상온에서 설탕과 버터를 녹이고 계란을 섞는데 이후에 아몬드나 초콜릿, 휘핑크림을 섞는다. 빵을 구운 뒤에는 여러 장식을 곁들이기도 한다. 리큐어를 첨가하기도 하는데 스트레가를 넣는다.
역사상 가장 운 좋은 실수 중 하나라고 이 케이크를 칭하기도 한다.("uno dei pasticci più fortunati della storia")

## 역사
케이크의 시초에 대해 여러 이야기가 전해지는데 대표적인 것은 1920년데 제빵사가 관광객을 대상으로 아몬드 케이크를 제작하다가 생겨났다는 설이 있다. 제빵사가 밀가루를 첨가하는 것을 까먹었는데 그 맛이 더 좋아서 사람들이 이 요리를 좋아하게 됐다는 것이다. 다른 이야기는 오스트리아의 화가인 아구스트 비버의 두 상속자가 만들었다고 적기도 한다.
그 연원이 정확히 밝혀져 있지는 않지만 정확한 것은 관광업이 발달한 카프리섬에서 처음 생겨난 것이다. 처음에는 카페나 빵집에서 나타났지만 후에는 여러 레스토랑에서 토르타 카프레세를 선보이기 시작했다.